# Lípa u kostela v Zátoru
Lípa u u kostela v Zátoru (lípa velkolistá nebo též lípa širolistá) je památný strom, který roste v obci Zátor, okres Bruntál, v Moravskoslezském kraji. Nachází se asi 30 metrů západně od budovy římskokatolické farnosti z roku 1783 (čp. 10) a jen asi deset metrů severně (přes cestu) od zdi hřbitova.
V areálu hřbitova je také památkově chráněný kostel Nejsvětější Trojice (po kterém lípa získala své označení, současná barokní podoba kostela je z roku 1755) a také čtyři klasicistní kaple Božího těla, které patří obcím Zátor, Loučka, Heřmínovy a Čaková.  V databází památných stromů AOPK je strom veden pod označením pouze „lípa u kostela“, ale podobný název má více památných stromů.

## Základní údaje
- Druh: lípa velkolistá (Tilia platyphyllos  Scop.)
- Jako chráněný strom byla lípa vyhlášena 17. února 2003. Revize vyhlašovací dokumentace proběhla 7. března 2004.[2]
- Přibližná poloha: 50°2′24″ s. š., 17°35′32″ v. d.
- Obvod kmene: 455 cm v době vyhlášení[2]
- Výška stromu: 29 metrů v době vyhlášení[2]
- Odhadované stáří stromu: neuvedeno

## Památné stromy v okolí
V bezprostředním okolí obce Zátor se žádné další památné stromy k roku 2024 nenacházejí, ale několik jich je na území města Krnov, které je odsud jen asi 8 kilometrů vzdušnou čarou severovýchodním směrem a v Bruntále (asi 10 km jihozápadním směrem). Mezi ně patří:
- Alej na Uhlířský vrch u Bruntálu: poutní místo, v aleji je celkem 288 stromů.
- Dub letní v Bruntále.
- Javor v zahradě MIKS (Krnov).
- Lípa na Cvilíně: poutní místo na předměstí Krnova.
- V Krnově dále buk převislý, dub a buk na náměstí Míru, dub na okruhu, jinan lékárníka Convalla Spatziera.

## Fotogalerie

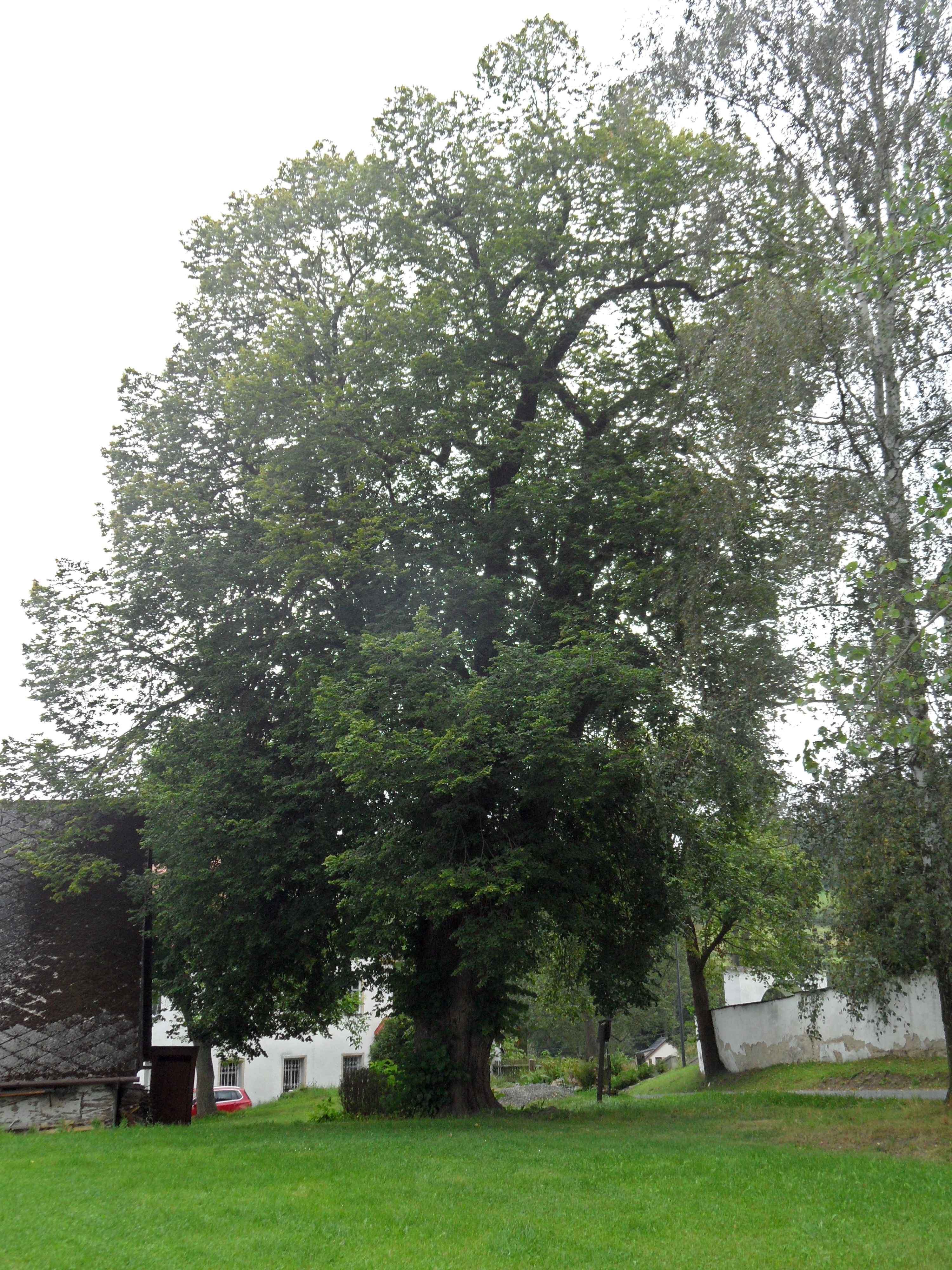
Celkový pohled
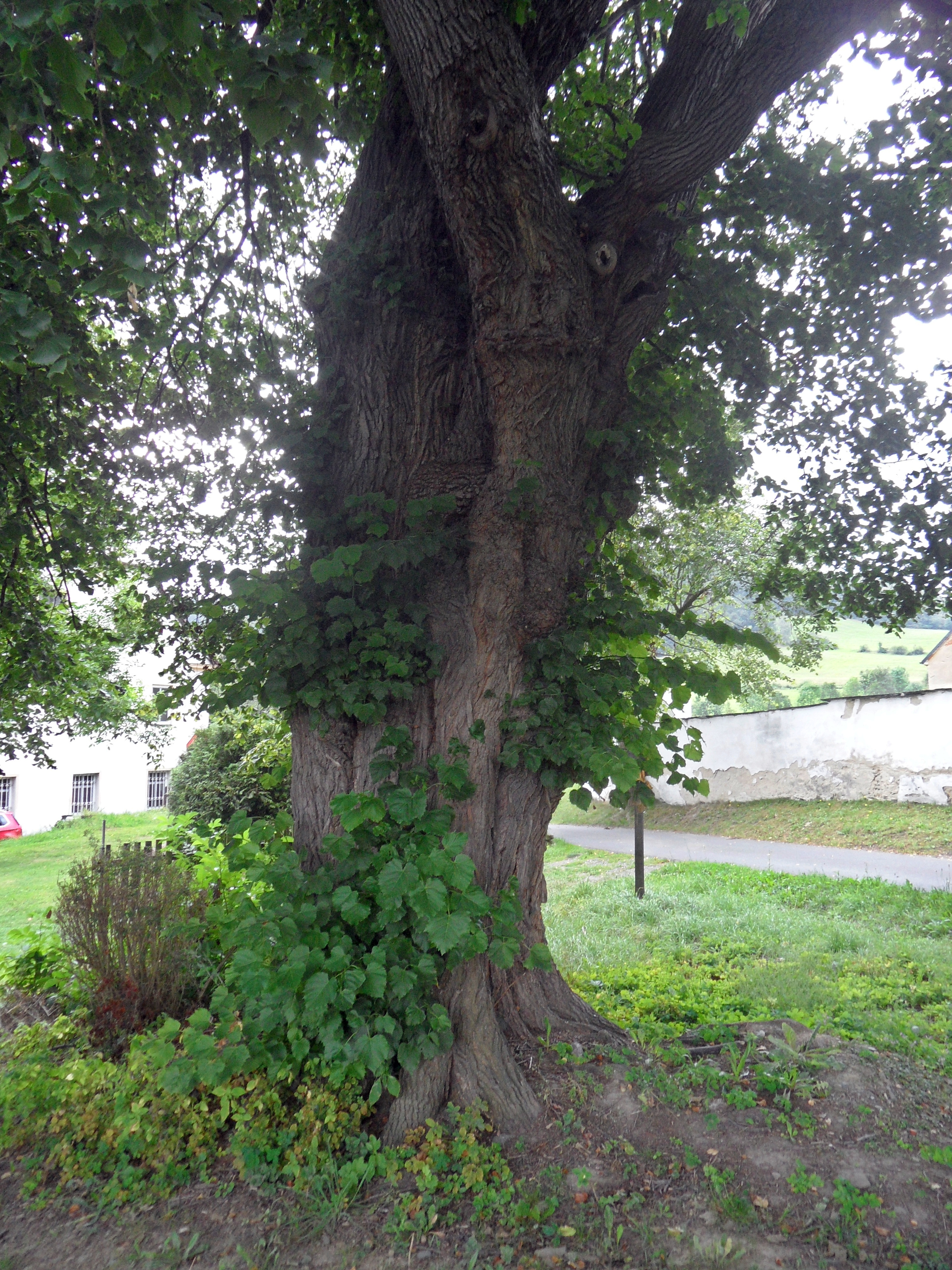
Detail kmene
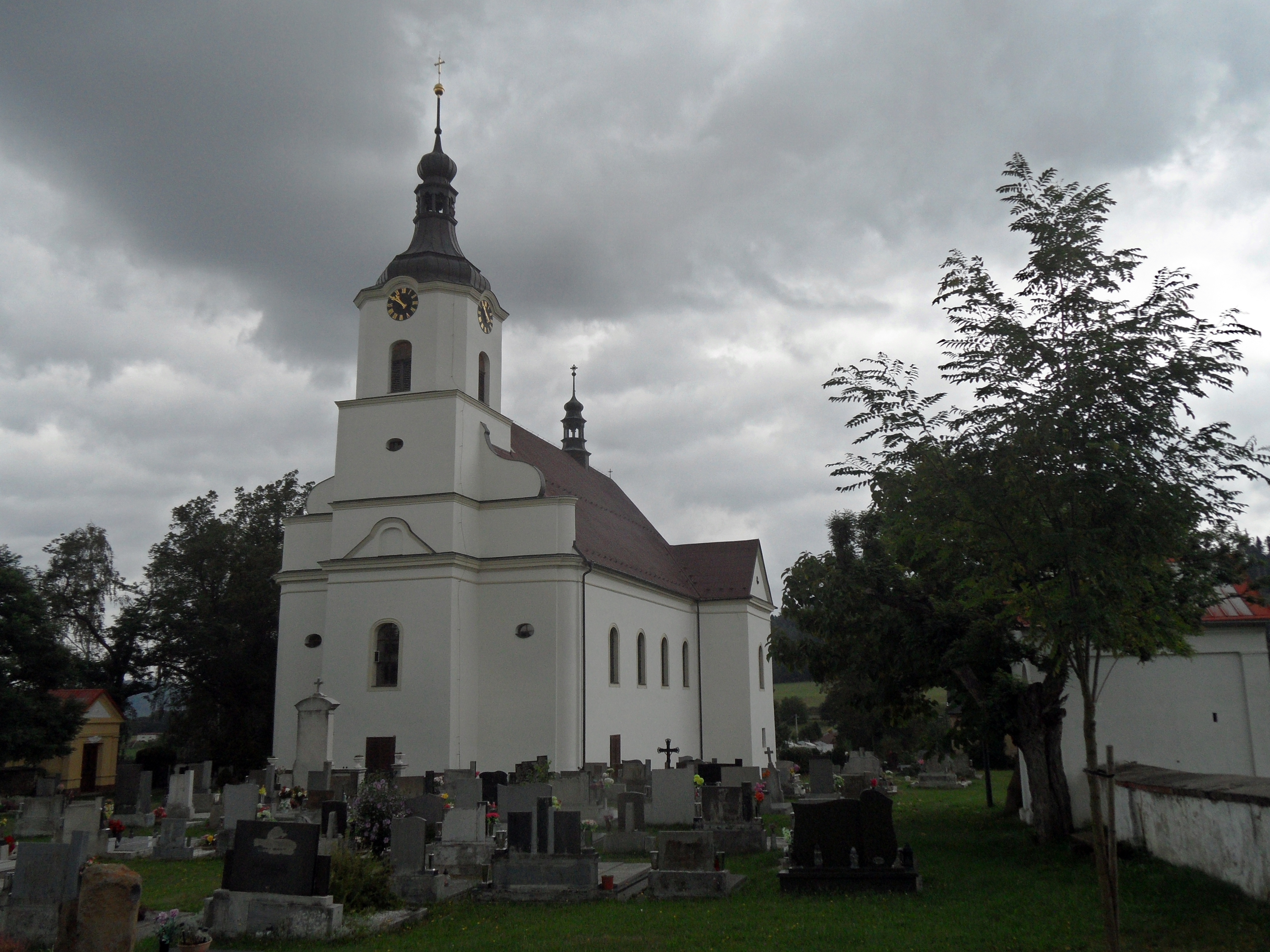
Kostel po kterém byla lípa pojmenována